# Groupe Doux
Groupe Doux – francuskie przedsiębiorstwo drobiarskie, utworzone w 1955 w Bretanii. Jest największym przedsiębiorstwem europejskiej branży drobiarskiej. 90% akcji przedsiębiorstwa należy do członków rodziny Doux.
Założycielem firmy był Pierre Doux, który od 1933 prowadził handel drobiem m.in. w Nantes. W 1955 otworzył swoją firmę i pierwszą ubojnię w Port-Launay. W 1991 firma przejęła markę Père Dodu. W 1975 stery firmy przejął Charles Doux, syn Pierre'a Doux. Nowy prezes postawił na eksport mrożonych kurczaków na Bliski Wschód, gdzie firma realizowała w latach 80. około 85% swoich przychodów. W 1998 rozpoczęła działalność w Brazylii przejmując firmę Frangosul.